# Dusk Maiden of Amnesia
Tasogare Otome x Amnesia (яп. 黄昏乙女×アムネジア Тасогарэ Отомэ × Амунэдзиа) — манга Мэйби, выходившая с 2009 года в журнале Gangan Powered, а после того, как Gangan Powered прекратил своё существование, — в Gangan Joker.
По мотивам манги с 8 апреля по 27 мая 2012 года выходил аниме-сериал студии Silver Link.

## Сюжет
Благодаря множеству перестроек, частная академия Сэйкё представляет собой лабиринт из старых зданий, многие из них ныне заброшены. По легенде, в одном из этих зданий обитает призрак, и если стоя перед неким зеркалом оглянуться, то этот призрак утащит тебя в зазеркалье. Заблудившись в старых постройках, главный персонаж, Тэйити Ниия, находит старое зеркало. Когда он смотрит в зеркало, за его спиной появляется главная героиня, Юко Каноэ. Она утверждает, что именно она и есть школьный призрак. Юко не помнит ничего ни о своём прошлом, ни о том, что удерживает её в этом мире. Пытаясь выяснить больше про Юко, Ниия в итоге находит её скелет. В ответ Юко заявляет, что раз он видел её тело, он должен помочь ей разобраться с её прошлым. С этой целью она создаёт клуб исследования паранормальных явлений.

## Персонажи
Тэйити Ниия (яп. 新谷 貞一 Ниия Тэйити) — 13-летний мальчик, который и является главным персонаж. Способен видеть призраков. Состоит в клубе исследования паранормальных явлений и стремится разгадать все семь школьных тайн, каждая из которых тем или иным образом оказывается связана с прошлым Юко. В процессе своих расследований постепенно влюбляется в неё.
Сэйю: Цубаса Ёнага
Юко Каноэ (яп. 庚 夕子 Каноэ Ю:ко) — главная героиня, погибшая в 15 лет, призрак академии Сэйкё. Обычно люди, за немногими исключениями, не могут её видеть. Однако, если они сами ожидают увидеть что-то паранормальное, Юко предстаёт перед ними в том виде, в котором они её воображают. По данным расследований Нии, в прошлом Юко была принесена в жертву, чтобы остановить распространение эпидемии. Воспоминания о её истинном прошлом настолько ужасны, что Юко создала себе альтер эго в виде сопровождающей её тени и передала ей все свои воспоминания. Поэтому сама Юко не помнит о себе ничего. Встретив Ниию, Юко попросила его разобраться с её прошлым и с этой целью возглавила клуб исследования паранормальных явлений. В процессе раскрытия её прошлого она влюбилась в Ниию и в то же время поняла, что не готова вернуть свои воспоминания. Открыто флиртует с Ниией, однако, крайне смущается, когда он видит её скелет.
Сэйю: Юми Хара
Момоэ Оконоги (яп. 小此木 ももえ Оконоги Момоэ) — девушка, помогающая в деятельности клуба исследования паранормальных исследований. На год старше Тэйити. В начале сюжета была спасена Ниией от демона, который на самом деле был выдумкой Момоэ, связанной с тем, что Юко стащила её куклу. После этого стала помогать клубу в сборе историй о призраках.
Сэйю: Мисато Фукуэн
Кириэ Каноэ — внучка младшей сестры Юко, и внешне напоминает Юко. Как и Ниия, способна видеть призраков. Изначально она полагала, что Юко планирует убить своего возлюбленного, и пыталась отговорить Ниию от общения с призраком. Позднее изменила своё мнение и присоединилась к клубу исследования паранормальных явлений.
Сэйю: Эри Китамура

## Медиа

### Манга
Манга с 22 апреля 2009 года по 22 июня 2013 года выходила в журналах Gangan Powered, а позже в Monthly Gangan Joker. Десять скомпилированных томов были выпущены в период с 22 августа 2009 года по 22 ноября 2013 года. Кроме того, 22 ноября 2012 года были опубликованы том 8.5 «Официальное руководство» и сборник нескольких авторов.

#### Список глав
| №                                                            | Дата публикации | ISBN                   |
| ------------------------------------------------------------ | --------------- | ---------------------- |
| 1                                                            | 22 августа 2009 | ISBN 978-4-7575-2655-6 |
| 2                                                            | 22 января 2010  | ISBN 978-4-7575-2779-9 |
| 3                                                            | 22 июля 2010    | ISBN 978-4-7575-2939-7 |
| 4                                                            | 22 января 2011  | ISBN 978-4-7575-3128-4 |
| 5                                                            | 22 июля 2011    | ISBN 978-4-7575-3293-9 |
| 6                                                            | 22 марта 2012   | ISBN 978-4-7575-3530-5 |
| 7                                                            | 21 апреля 2012  | ISBN 978-4-7575-3569-5 |
| 8                                                            | 22 ноября 2012  | ISBN 978-4-7575-3792-7 |
| 8.5                                                          | 22 ноября 2012  | ISBN 978-4-7575-3721-7 |
| Official Guidebook (яп. 公式ガイドブック Kōshiki Gaidobukku) |                 |                        |
| Антология                                                    | 22 ноября 2012  | ISBN 978-4-7575-3793-4 |
| Anthology (яп. アンソロジー Anthology)                       |                 |                        |
| 9                                                            | 22 июня 2013    | ISBN 978-4-7575-3989-1 |
| 10                                                           | 22 ноября 2013  | ISBN 978-4-7575-4091-0 |

### Аниме
В декабре 2011 года в журнале Square Enix было анонсировано, что по мотивам манги выйдет аниме-сериал. В марте 2012 года стали известны сэйю основных персонажей. Производством занималась студия Silver Link под руководством режиссёра Сина Онумы по сценарию Кацухико Такаямы. Музыкальное сопровождение написали Рюити Такада и Кэйго Хоаси, за дизайн персонажей отвечал Юкико Бан, а художником-постановщиком являлся Такэси Найто. Премьера сериала прошла с 8 апреля по 27 мая 2012 на телеканалах Tokyo MX, Chiba TV, TVK, Sun TV..

#### Список серий аниме
| Список серий | Список серий                                        | Список серий                  |
| № серии      | Название                                            | Трансляция в Японии           |
| ------------ | --------------------------------------------------- | ----------------------------- |
| 1            | Призрачная дева «Yūrei Otome» (幽霊乙女)            | 8 апреля 2012 г.              |
| 2            | Дева и неожиданная встреча «Kaikō Otome» (邂逅乙女) | 15 апреля 2012 г.             |
| 3            | Дева и непроглядная тьма «Konkoku Otome» (昏黒乙女) | 22 апреля 2012 г.             |
| 4            | Дева и рассвет «Futsugyō Otome» (払暁乙女)          | 29 апреля 2012 г.             |
| 5            | Дева и тоска «Shōkei Otome» (憧憬乙女)              | 6 мая 2012 г.                 |
| 6            | Дева и месть «Fukushū Otome» (復讐乙女)             | 13 мая 2012 г.                |
| 7            | Дева и забвение «Bōkyaku Otome» (忘却乙女)          | 20 мая 2012 г.                |
| 8            | Дева и воспоминания «Tsuioku Otome» (追憶乙女)      | 27 мая 2012 г.                |
| 9            | Дева и злоба «Onnen Otome» (怨念乙女)               | 3 июня 2012 г.                |
| 10           | Дева и потеря «Sōshitsu Otome» (喪失乙女)           | 10 июня 2012 г.               |
| 11           | Дева и горькие слёзы «Kōrui Otome» (紅涙乙女)       | 17 июня 2012 г.               |
| 12           | Дева и сумерки «Tasogare Otome» (黄昏乙女)          | 24 июня 2012 г.               |
| 13           | Дева и экзорцизм (спэшл) «Taima Otome» (退魔乙女)   | 28 ноября 2012 г. (DVD Релиз) |